# Rick Moranis
Frederick Allan Moranis (Toronto, 18 de abril de 1953), más conocido como Rick Moranis, es un comediante, actor y músico canadiense. 
Alcanzó la fama en los años ochenta en el programa de humor canadiense Second City TV antes de realizar diversas apariciones y papeles protagónicos en películas de Hollywood como Los cazafantasmas (1984), Little Shop of Horrors (1986), Spaceballs (1987), Honey, I Shrunk the Kids (1989), Parenthood (1989), Los Picapiedra (1994) y Mi querido enemigo (1996).
En 1997, tras la tercera entrega de la saga de Honey, I Shrunk the Kids y en lo más alto de su carrera, Moranis comenzó un largo descanso de la actuación para dedicar su tiempo a sus dos hijos, tras enviudar en 1991. Desde entonces, no ha aparecido en una película de acción real; aunque ha proporcionado trabajo de voz en off para algunas películas animadas, en particular, Brother Bear (2003). También ha lanzado álbumes de música orientados a la comedia y ha hecho apariciones en convenciones de admiradores desde entonces.
Tras una pausa de veintitrés años de cualquier película de acción real, Moranis confirmó el 12 de febrero de 2020, a través de su cuenta oficial de Twitter, que reinterpretará a Wayne Szalinski en una recreación de Honey, I Shrunk the Kids, llamada Shrunk.

## Primeros años
Moranis nació en Toronto, Ontario. Sus antepasados judíos son de origen húngaro, procedentes de Kolozsvár, Reino de Hungría (actual Cluj-Napoca, Rumania). En Toronto, fue a la escuela primaria Sir Sandford Fleming Secundary, en donde estudió con Geddy Lee, vocalista y bajista de la banda de rock Rush.

## Carrera

### Comienzos
Su carrera como animador comenzó a mediados de los años 1970 como disc jockey en tres emisoras de radio de Toronto bajo el nombre de "Rick Allan".
Hizo su debut televisivo en 1976, apareciendo de manera regular en el programa 90 minutes Live.

### Años 1980
La consagración de Moranis como actor llegó en 1980, cuando colaboró en el programa de humor canadiense Second City TV, espacio en el que también participaron conocidos humoristas y actores como Dave Thomas, John Candy, Eugene Levy, Martin Short o Catherine O'Hara. En este espacio, donde también colaboró como guionista, dio rienda suelta a su versatilidad al encarnar a gran variedad de personajes entre los que destacaron Bob McKenzie, el rabino Yitzhak Karlov o su imitación del mismísimo Woody Allen. El programa tuvo una gran aceptación en Canadá, llegando a ser emitido y coproducido con Estados Unidos. En 1981 el programa finalizó y ganó un premio Emmy concedido a todos sus actores-guionistas en la categoría de Mejor guion en programa de variedades. 
Ese año también grabó un disco de comedia junto a Dave Thomas, con el que volvió a colaborar en un sencillo de 1982 en el que ambos personificaron a sus creaciones televisivas de "Bob" y "Doug MacKenzie", su título era "Take Off" y entró en el Top 40 de los sencillos más vendidos del año.
En 1982 él y sus compañeros de reparto de Second City TV estrenaron un nuevo espacio titulado SCTV Network 90, que se mantuvo en antena hasta 1983. Alternó este trabajo con su aparición en el programa humorístico norteamericano Twilight Theater, junto a otros actores de éxito como Steve Martin, Leslie Nielsen, Mr. T y Barbara Hershey. También hizo una aparición en un programa de Saturday Night Live.
En 1983 fue el codirector, coguionista y coprotagonista junto a su amigo Dave Thomas de la película Las aventuras de Bob y Doug McKenzie: Strange Brew, comedia coproducida entre Canadá y Estados Unidos.

#### Carrera en Hollywood y estrellato

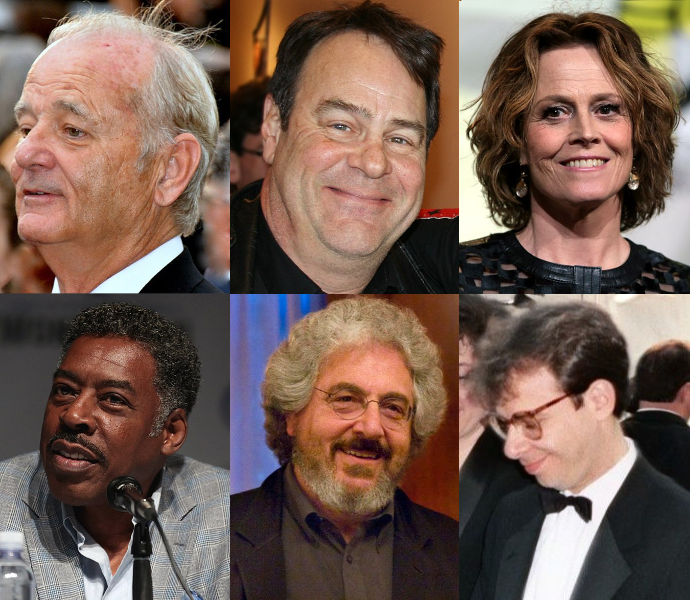
El elenco de Ghostbusters: Bill Murray, Dan Aykroyd, Sigourney Weaver, Ernie Hudson, Harold Ramis y Rick Moranis. Con esta película, el intérprete canadiense llegaría la fama.

Ya instalado en Estados Unidos, en 1984 colaboró como secundario en dos películas representativas de la década. Primero fue el desesperante novio y mánager de la bella cantante Ellen Aim (Diane Lane), que pide ayuda al aventurero Tom Cody (Michael Paré), para que rescate a su amada de las garras del temible villano Raven Shaddock (Willem Dafoe) en Calles de fuego de Walter Hill. 
Luego llegó su papel del inepto y apocado Louis Tully (un modelo de personaje que Moranis repetiría en varias ocasiones en sus siguientes películas) en la comedia Los cazafantasmas de Ivan Reitman. En esta película, además ejerció como coguionista no acreditado y escribió la mayor parte de sus diálogos, así como también, improvisó muchas escenas. Este papel fue rechazado por John Candy y Moranis fue convocado por el propio Candy. Un año más tarde, hizo un pequeño papel en la comedia El gran despilfarro, dirigida por Walter Hill y protagonizada por los humoristas Richard Pryor y John Candy.
En 1986 y tras intervenir en la comedia Club Paraíso, consiguió su primer papel protagonista en Little Shop of Horrors de Frank Oz, versión musical del pequeño clásico la comedia negra de Roger Corman Little Shop of Horrors (1960). Allí dio vida a Seymour Kellborn, un tímido empleado de una floristería cuya vida se complica cuando encuentra a una planta carnívora con un hambre insaciable.
Mel Brooks contó con él para el papel de Dark Helmet —versión cómica de Darth Vader— en Spaceballs de 1987, disparatada parodia de la saga de Star Wars. En 1989 encadenó dos éxitos comerciales: retomó su papel de Louis Tully en Ghostbusters II y la comedia coral y familiar de Ron Howard Parenthood, protagonizada por Steve Martin y Dianne Wiest.
En ese mismo año protagonizó la película que lo trasladaría para siempre al imaginario colectivo, la divertida comedia familiar en donde interpretó a Wayne Szalinsky, un científico que encoge accidentalmente a sus propios hijos en la comedia producida por Disney Honey, I Shrunk the Kids.

### Años 1990
En 1990 se unió de nuevo con su amigo Steve Martin en la comedia sin éxito Mi querido mafioso y ejerció como actor de doblaje en la serie de animación Gravedale High (una serie que estaba basada en el propio Moranis). 
En 1991 su esposa, una diseñadora de vestuario llamada Ann Belsky, falleció por un cáncer de mama. Con dos hijos pequeños, a los que protege hasta el punto de nunca haber desvelado su nombre, el actor decidió ir escogiendo proyectos que se rodasen solo en la ciudad o, de tener que viajar, durante las vacaciones de verano.
Se volvería a meter en la piel de Wayne Zsalinsky en Honey, I Blew Up the Kid (1992), donde ahora su nuevo retoño Adam aumentaba a un tamaño descomunal y ocasionaba el caos en Estados Unidos. Su siguiente película fue la comedia inglesa Recién nacido y ya coronado (1993), acompañando a Eric Idle (de los Monty Python) y Catherine Zeta-Jones. Encajó como Pablo Mármol en la exitosa adaptación cinematográfica de Los Picapiedra (1994).
Tras este largometraje comenzó a perdérsele la pista con comedias olvidables como Pequeños gigantes (1994) y Mi querido enemigo (1996), esta última coprotagonizada por Tom Arnold. En 1997 volvió a dar vida a Wayne Zsalinski por tercera vez en Honey, We Shrunk Ourselves, una de esas secuelas realizadas para su distribución directa en vídeo y televisión. Su última actuación en un programa, fue en Muppets Tonight, en septiembre de 1997.
Desde 1997 se ha limitado a doblajes, programas de televisión, grabar discos humorísticos, escribir editoriales cómicos y trabajar en publicidad radiofónica. Según explicó: "Soy un padre solo y descubrí que era demasiado difícil criar a mis hijos y vivir viajando para hacer películas. Así que me tomé un descanso. Y un poco de un descanso se convirtió en un descanso más largo, y luego descubrí que realmente no lo echaba de menos".

### Años 2000
En los años 2000 sus interpretaciones se limitaron a labores de doblaje en largometrajes animados como Rudolf (2001) y Brother Bear (2003) o en la serie de 2003 Las aventuras de Bob y Doug McKenzie. Prestó su voz en Brother Bear 2, que se estrenó directamente en DVD en 2006.

### Años 2010
Si bien no ha aparecido en una película desde 1997, Moranis no ha parado de trabajar, pero siempre dentro de Nueva York para estar con sus hijos como un padre con empleo estable. Esto le ha permitido poner la voz a diferentes personajes o hacer pequeños papeles en programas de televisión, grabar discos humorísticos, escribir editoriales cómicos y trabajar en publicidad radiofónica.

## Hiato del cine y años posteriores

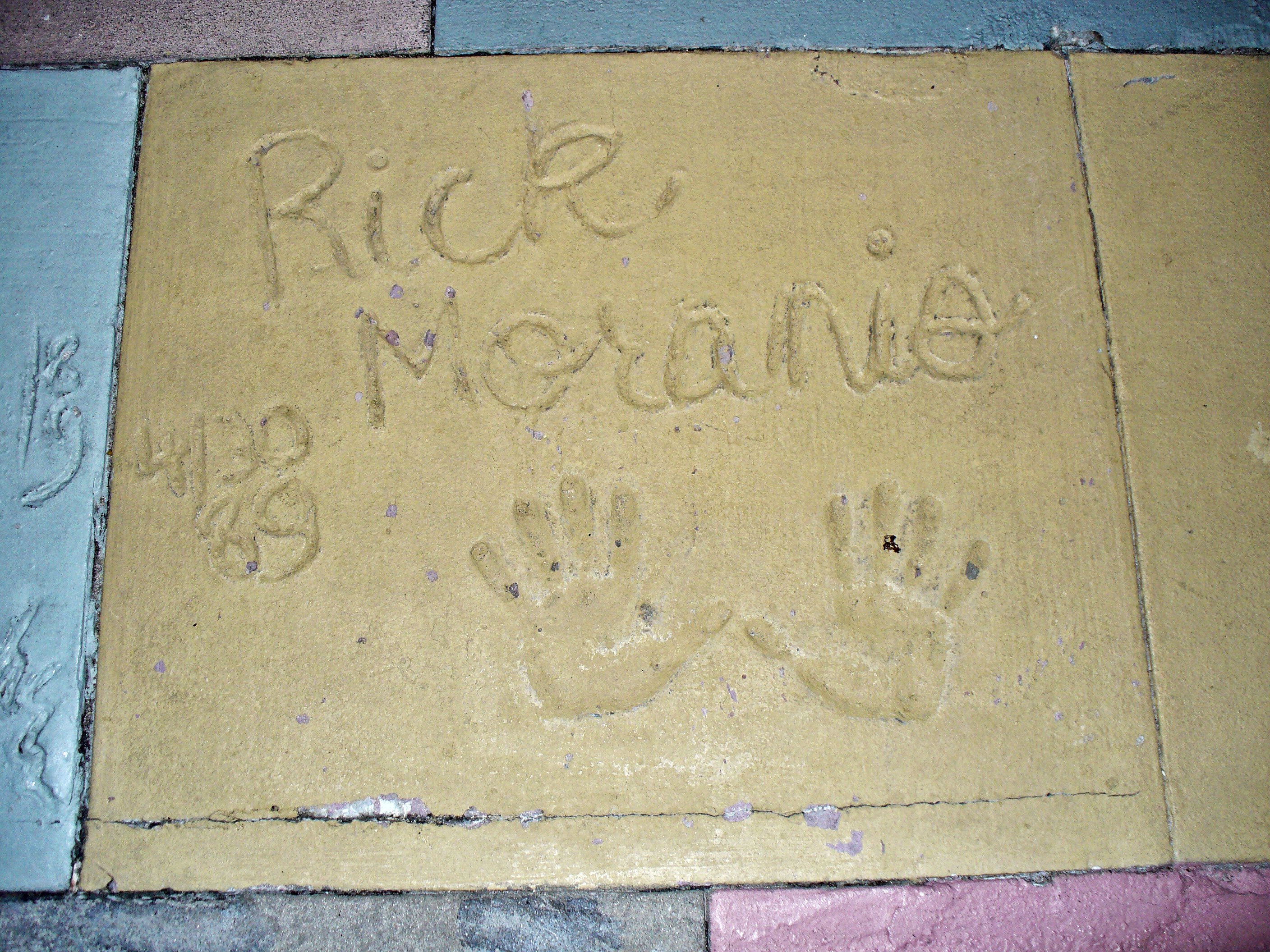
Las huellas de manos y firma de Rick Moranis en frente a The Great Movie Ride en el parque temático Walt Disney World.

Después de haber rechazado una invitación para hacer un cameo en el reinicio de Cazafantasmas de 2016, Moranis aclaró en una entrevista con The Hollywood Reporter que, de hecho, no se había retirado de la actuación cinematográfica debido a su pausa, sino que se había vuelto selectivo sobre los roles futuros que interpretaría.
En julio de 2017, Moranis y Dave Thomas repitieron a sus personajes Bob y Doug McKenzie en un concierto benéfico en Toronto. Las ganancias del evento se emplearon para el cuidado de Jake Thomas, el sobrino de Dave Thomas, quien sufrió una lesión en la médula espinal que lo dejó paralizado de la cintura para abajo.
El 9 de mayo de 2018, Moranis regresó como el personaje Dark Helmet en un episodio de The Goldbergs, aunque en calidad de voz.
Moranis también se unió al documental de la reunión de TV Second City de Martin Scorsese, titulado An Afternoon with SCTV, que se estrenó en Netflix en 2020.
En la actualidad reside en Manhattan, Nueva York. En febrero de 2020, confirmó su participación en el reboot de Honey, I Shrunk the Kids, que se encontraba en preproducción. En paralelo, Moranis confirmó que no interpretaría a Louis Tully, su otro personaje icónico, en la tercera entrega de Los cazafantasmas.

## Vida privada
Moranis se casó con la diseñadora de vestuario Ann Belsky en 1986; tuvieron dos hijos. Belsky falleció a consecuencia de un cáncer en febrero de 1991. Desde ese entonces, Moranis comenzó a alejarse gradualmente de la vida pública para dedicarse a sus hijos.
En octubre de 2020, fue víctima de un ataque sin motivo mientras caminaba por Manhattan. Sufrió heridas leves en la cabeza, espalda y cadera. Moranis fue trasladado al hospital y luego denunció el incidente al Departamento de Policía de Nueva York que difundió imágenes del ataque tomadas de las cámaras de seguridad.El atacante, un indigente identificado como Marquis Ventura, fue capturado poco después y sentenciado judicialmente a dos años de prisión en agosto de 2022.

## Filmografía

### Cine
| Año  | Título                                                       | Papel                       | Notas                        |
| ---- | ------------------------------------------------------------ | --------------------------- | ---------------------------- |
| 1983 | Strange Brew                                                 | Bob McKenzie                | Como coescritor y codirector |
| 1984 | Streets of Fire                                              | Billy Fish                  |                              |
| 1984 | Ghostbusters                                                 | Louis Tully                 |                              |
| 1984 | The Wild Life                                                | Harry                       |                              |
| 1985 | Brewster's Millions                                          | Morty King                  |                              |
| 1985 | Head Office                                                  | Howard Gross                |                              |
| 1986 | Club Paradise                                                | Barry Nye                   |                              |
| 1986 | Little Shop of Horrors                                       | Seymour Krelborn            |                              |
| 1987 | Spaceballs                                                   | Lord Dark Helmet            |                              |
| 1989 | Ghostbusters II                                              | Louis Tully                 |                              |
| 1989 | Honey, I Shrunk the Kids                                     | Wayne Szalinski             |                              |
| 1989 | Parenthood                                                   | Nathan Huffner              |                              |
| 1990 | My Blue Heaven                                               | Barney Coopersmith          |                              |
| 1991 | L.A. Story                                                   | Gravedigger                 | Cameo sin acreditar          |
| 1992 | Honey, I Blew Up the Kid                                     | Wayne Szalinski             |                              |
| 1993 | Splitting Heirs                                              | Henry Bullock               |                              |
| 1994 | Los Picapiedra                                               | Barney Rubble               |                              |
| 1994 | Honey, I Shrunk the Audience!                                | Wayne Szalanski             |                              |
| 1994 | Little Giants                                                | Danny O'Shea                |                              |
| 1996 | Big Bully                                                    | David Leary                 |                              |
| 1997 | Honey, We Shrunk Ourselves                                   | Wayne Szalinski             | Directo al video             |
| 2001 | Rudolph the Red-Nosed Reindeer and the Island of Misfit Toys | The Toy Taker / Mr. Cuddles | Voces Directo al DVD         |
| 2003 | Brother Bear                                                 | Rutt                        | Voz                          |
| 2006 | Brother Bear 2                                               | Rutt                        | Voz Directo al DVD           |
| 2027 | Spaceballs 2                                                 | Lord Dark Helmet            |                              |

### Televisión
| Año        | Título                                     | Papel                      | Notas                                |
| ---------- | ------------------------------------------ | -------------------------- | ------------------------------------ |
| 1980–1981  | SCTV                                       | Roles varios               | 25 episodios; crédito como escritor  |
| 1981–1982  | SCTV Network                               | Roles varios               | 26 episodios; crédito como escritor  |
| 1982       | Twilight Theater                           |                            | Película para televisión             |
| 1983, 1989 | Saturday Night Live                        | Interpretándose a sí mismo | 2 episodios                          |
| 1984       | Hockey Night                               | Coach                      | Película para televisión             |
| 1985       | The Last Polka                             | Linsk Minyk                | Película para televisión             |
| 1989       | The Rocket Boy                             | Automatic Safety System    | Película para televisión             |
| 1990       | Gravedale High                             | Max Schneider (voz)        | 13 episodios                         |
| 1990       | The Earth Day Special                      | Vic's Buddy                | Especial de televisión               |
| 1997       | Muppets Tonight                            | Invitado                   | Especial de televisión               |
| 2003       | Miss Spider's Sunny Patch Kids             | Holley (voz)               | Especial de televisión               |
| 2007       | Bob & Doug McKenzie's Two-Four Anniversary | Bob McKenzie               | Especial de televisión               |
| 2009       | Bob & Doug                                 |                            | Como cocreador y productor ejecutivo |
| 2018       | The Goldbergs                              | Lord Dark Helmet (voz)     | Episodio: "Spaceballs"               |
| 2020       | Prop Culture                               | Interpretándose a sí mismo | Aparición especial                   |
| 2020       | An Afternoon with SCTV                     | Intepretándose a sí mismo  | Especial de televisión               |

## Discografía

### Álbumes
- 1989: You, Me, the Music and Me
- 2005: The Agoraphobic Cowboy
- 2013: My Mother's Brisket & Other Love Songs

Bob and Doug McKenzie
- 1981: The Great White North (album)|The Great White North
- 1983: Strange Brew (soundtrack)

## Premios y nominaciones
| Año  | Asociación             | Categoría                                                     | Trabajo                                | Resultado |
| ---- | ---------------------- | ------------------------------------------------------------- | -------------------------------------- | --------- |
| 1982 | Premios Emmy Awards    | Escritura sobresaliente en un programa de variedades o música | SCTV (compartido con otros escritores) | Ganador   |
| 1990 | American Comedy Awards | El actor secundario más divertido de una película             | Parenthood                             | Ganador   |
| 1995 | Gemini Awards          | Premio Earle Grey al mejor reparto                            | SCTV                                   | Ganador   |
| 2006 | Grammy Awards          | Mejor álbum de comedia                                        | The Agoraphobic Cowboy                 | Nominado  |